# Liparis fabricii
Espèce
Liparis fabricii, communément appelé la Limace gélatineuse, est une espèce de poissons de la famille des Liparidae (limaces de mer).

## Répartition
Liparis fabricii se rencontre dans l'Atlantique Nord, dans la mer de Barents et dans l'Arctique, le long des côtes de la Sibérie, du Canada et de l'Alaska. Ce poisson est présent entre 6 et 1 880 m de profondeur.

## Description
La taille maximale connue pour Liparis fabricii est de 210 mm pour les mâles et de 127 mm pour les femelles.